# Paper Light (Higher)
Paper Light (Higher) – singel Loreen, wydany 9 marca 2015. Utwór został napisany i skomponowany przez samą wokalistkę we współpracy z Tomem Liljegrenem i Alexem Rybergem.
Piosenka była notowana na 25. miejscu na liście najlepiej sprzedających się singli w Szwecji.
Singel został po raz pierwszy zaprezentowany na żywo przez piosenkarkę 7 marca 2015 podczas jednego z etapów Melodifestivalen 2015, zorganizowanego w Helsingborgu.
17 kwietnia 2015 została wydana druga wersja kompozycji pod tytułem „Paper Light Revisited”. 7 maja odbyła się premiera teledysku zrealizowanego do tej wersji utworu, który wyreżyserował Charli Ljung.

## Lista utworów
- Digital download[1]

1. „Paper Light (Higher)” – 3:41

- Digital download[8]

1. „Paper Light Revisited” – 4:13

## Notowania

### Pozycje na liście sprzedaży
| Kraj    | Lista (2015)      | Najwyższa pozycja |
| ------- | ----------------- | ----------------- |
| Szwecja | Sverigetopplistan | 25                |